# 北京八达岭野生动物世界
40°21′38″N 115°59′26″E / 40.36065019999999°N 115.9905437°E
北京八达岭野生动物世界，位于北京市延庆区八达岭镇八达岭长城停车场附近。

## 历史
北京八达岭野生动物世界为中国最大的山地野生动物园，位于八达岭长城脚下，紧靠八达岭高速公路。该公园内设有野生动物游览区、生态保护区、山林观光区、古文化区、休闲区共五大功能区。该公园占地面积近6000余亩，拥有100多种将近一万头（只）野生动物。
1998年5月，该动物园开园。2007年，北京市规划委员会、北京市园林绿化局邀请城市规划、风景名胜区、文化遗产保护等方面的专家制定了八达岭－十三陵风景名胜区新规划方案，其中拟拆除该动物园。但后来拆除计划未实施。
2002年7月23日，北京八达岭野生动物世界向阿富汗捐赠的一批动物通过出口检疫，同年8月中旬赴阿富汗。这批动物中，除了一对首次进入发情期的非洲狮“壮壮”和“凯尼”之外，应阿富汗的要求，北京八达岭野生动物世界还捐赠了棕熊、孔雀、珍珠鸡、乌鸡等动物。

## 事件
- 2009年3月7日，3名河北务工人员到八达岭长城游玩，在返回途中抄近路，因不顾“内有猛兽请勿靠近”的警示牌，翻越两道围网和一道电网后，误入八达岭野生动物世界猛兽区，导致18岁的郭某被老虎咬死。
- 2012年10月27日，一名老年女游客与亲属到八达岭野生动物世界游玩，在华南虎区下车解手时被老虎咬伤。
- 2014年8月28日，一名园区巡逻员在八达岭野生动物世界孟加拉虎园区被老虎咬伤，经抢救无效后死亡。
- 2016年3月3日，八达岭野生动物世界一名园区动管部经理在大象馆内死亡。后员工表示，因大象处于发情期，经理在给大象喂食、打扫象舍时，遭大象踩踏致死。
- 2016年7月23日，一家四口在自驾行驶至八达岭野生动物世界猛兽区的东北虎园期间，两名女性先后下车，遭老虎攻击，造成1死1伤。关于事发原因，最初园方接受媒体采访时称，因年轻男女在车内发生口角，女子突然下车，去拽男司机的车门，之后被蹿出来的老虎袭击，酿成悲剧[4]。但其后经权威媒体记者查证，此表述不实，且园方发表这一表述前从未与受害者家属求证。据当事受伤女子称，当时她误判车已经抵达安全地带，就像之前经过的休闲区；而且当时自己晕车了，想和丈夫换个座位。因而下车。而非此前园方的“口角”一说[5]。据北京市延庆区委宣传部消息，八达岭野生动物园被相关部门勒令停业并接受调查[4]。8月24日，八达岭野生动物园东北虎致游客伤亡事件调查报告出炉。经调查，游客赵某因未遵守园区规定擅自下车，被虎攻击受伤，其母周某擅自下车施救被虎攻击死亡。调查组认定该事件不属于生产安全责任事故。同日，八达岭野生动物园表示将暂时关闭东北虎园，暂停猛兽区的自驾车游览，同时对园区进行改造，提升完善安全防护措施[6]。案件于2017年12月19日在延庆区人民法院审理，原告周某方律师向被告动物园方共计索赔218万，案件择日宣判[7]。
- 2021年4月10日，一名女游客在北京八达岭野生动物园猛兽区下车。据网友拍摄的视频显示，视频中老虎见到有人下车后，便朝下车的人快步走去，盯着该游客。该游客对巡逻员称，看到栅栏电网后误以为可以下车，其向工作人员道歉后离开[8]，后园方决定4月15日暂停营业一天[9]。